# Cajeme
Cajeme è una municipalità dello stato di Sonora, nel Messico settentrionale, il cui capoluogo è la località di Ciudad Obregón.
La municipalità conta 433.050 abitanti (2010) e ha un'estensione di 4.882,65 km².
Il nome della località è dedicato al generale José María Leyva Cajeme, di origine yaqui.